# Naj muzika igra
Naj muzika igra je slovenska glasbena oddaja, ki je na sporedu ob torkih zvečer na drugem programu Televizije Slovenija (izjema je bila zadnja oddaja). V njej legendarni slovenski pevci izvajajo svoje uspešnice v živo ob spremljavi Big Banda RTV Slovenija pod dirigentsko taktirko Patrika Grebla in Tadeja Tomšiča. Oddajo vodi Ana Tavčar Pirkovič.
1. sezona (2015–16) je obsegala 8 oddaj.

### I. oddaja (11. 8.)
1. oddaja je bila posvečena Edvinu Fliserju.
| #           | Pesem                  | Avtorji                                         |
| ----------- | ---------------------- | ----------------------------------------------- |
| 1.          | Moj Maribor            | Edvin Fliser / Vinko Šimek / Milan Ferlež       |
| 2. (venček) | Tam, kjer sem doma     |                                                 |
| 2. (venček) | Solza, ki je ne prodam |                                                 |
| 2. (venček) | Leti lastovka          |                                                 |
| 2. (venček) | Muaja Pepka            |                                                 |
| 2. (venček) | Dežela Štajerska       |                                                 |
| 3.          | Pesem za dinar         | Tadej Hrušovar / Dušan Velkaverh / Jože Privšek |
| 4.          | Kjer se nasmeh konča   | Mojmir Sepe / Dušan Velkaverh / Mojmir Sepe     |
| 5.          | Nekoč se bova srečala  | Jože Privšek / Elza Budau / Jože Privšek        |

### II. oddaja (18. 8.)
2. oddaja je bila posvečena Ladu Leskovarju.
| #  | Pesem                     | Avtorji                                                            |
| -- | ------------------------- | ------------------------------------------------------------------ |
| 1. | Malokdaj se srečava       | Mojmir Sepe / Gregor Strniša / Mojmir Sepe                         |
| 2. | Prelepa si bela Ljubljana | Bojan Adamič / Frane Milčinski - Ježek / Lojze Krajnčan            |
| 3. | Zakaj                     | Mojmir Sepe / Frane Milčinski - Ježek / Mojmir Sepe, Tomaž Grintal |
| 4. | V vinu je moč             | Andrej Jarc / Andrej Jarc / Jože Privšek                           |
| 5. | Zemlja pleše              | Mojmir Sepe / Gregor Strniša / Lojze Krajnčan                      |

### III. oddaja (25. 8.)
3. oddaja je bila posvečena Eldi Viler.
| #           | Pesem                   | Avtorji |
| ----------- | ----------------------- | --- |
| 1.          | Lastovke                | Jure Robežnik / Milan Jesih / Jure Robežnik                                                                   |
| 2. (venček) | S teboj                 | Mojmir Sepe, Jože Privšek, Jure Robežnik, Ati Soss / Elza Budau, Miroslav Košuta, Branko Šömen / Jože Privšek |
| 2. (venček) | Na deževen dan          | Mojmir Sepe, Jože Privšek, Jure Robežnik, Ati Soss / Elza Budau, Miroslav Košuta, Branko Šömen / Jože Privšek |
| 2. (venček) | Zlati prah imaš v očeh  | Mojmir Sepe, Jože Privšek, Jure Robežnik, Ati Soss / Elza Budau, Miroslav Košuta, Branko Šömen / Jože Privšek |
| 2. (venček) | Vzameš me v roke        | Mojmir Sepe, Jože Privšek, Jure Robežnik, Ati Soss / Elza Budau, Miroslav Košuta, Branko Šömen / Jože Privšek |
| 2. (venček) | Včeraj, danes, jutri    | Mojmir Sepe, Jože Privšek, Jure Robežnik, Ati Soss / Elza Budau, Miroslav Košuta, Branko Šömen / Jože Privšek |
| 3.          | Ti si moja ljubezen     | Jure Robežnik / Elza Budau / Jure Robežnik                                                                    |
| 4.          | Ne prižigaj luči v temi | Jože Privšek / Gregor Strniša / Jože Privšek                                                                  |
| 5.          | Na pragu let            | Jure Robežnik / Elza Budau / Jure Robežnik                                                                    |

### IV. oddaja (1. 9.)
4. oddaja je bila posvečena Tomažu Domicelju. Avtor glasbe in besedil vseh izvedenih pesmi je Tomaž Domicelj.
| #           | Pesem                | Avtor aranžmaja |
| ----------- | -------------------- | --------------- |
| 1.          | Če lahko bi          | Milko Lazar     |
| 2.          | Kaj naj jem          | Lojze Krajnčan  |
| 3.          | Špricer blues        | Dečo Žgur       |
| 4.          | Hej, Meri            | Jože Privšek    |
| 5.          | Zbogom, sin          | Jože Privšek    |
| 6. (venček) | Stara mama           | Jože Privšek    |
| 6. (venček) | Srečen dan           | Jože Privšek    |
| 6. (venček) | Jamajka              | Jože Privšek    |
| 6. (venček) | Avtomat              | Jože Privšek    |
| 7.          | Brez sonca ni cvetja | Miki Mihelič    |

### V. oddaja (15. 9.)
5. oddaja je bila posvečena Alenki Pinterič.
| #  | Pesem          | Avtorji                                           |
| -- | -------------- | ------------------------------------------------- |
| 1. | Meni je vseeno | Janez Bončina - Benč / B. Kastelic / Tadej Tomšič |
| 2. | Krašovc        | Aleš Kersnik / Milan Krapež / Jani Golob          |
| 3. | Štajerska lady | Alenka Pinterič / Alenka Pinterič / Milan Ferlež  |
| 4. | Ko sva skupaj  | Mojmir Sepe / Smiljan Rozman / Mojmir Sepe        |
| 5. | Nežnosti       | Ati Soss / Elza Budau / Lojze Krajnčan            |

### VI. oddaja (22. 9.)
6. oddaja je bila posvečena Janezu Bončini - Benču.
| #  | Pesem                  | Avtorji besedila / aranžmaja       |
| -- | ---------------------- | ---------------------------------- |
| 1. | Ob šanku               | Brane Kastelic / Grega Forjanič    |
| 2. | Kadar ognji dogorijo   | Alenka Štebe / Aleš Avbelj         |
| 3. | Gvendolina, kdo je bil | Dušan Velkaverh / Matjaž Mikuletič |
| 4. | Ta noč je moja         | Brane Kastelic / Tadej Tomšič      |

Glasbo za vse štiri je napisal Benč.

### VII. oddaja (29. 9.)
7. oddaja je bila posvečena Heleni Blagne.
| #  | Pesem                 | Avtorji glasbe / besedila               |
| -- | --------------------- | --------------------------------------- |
| 1. | Navaden majski dan    | Tadej Hrušovar / Dušan Velkaverh        |
| 2. | Ciganka, glej         | Vilko in Slavko Avsenik / Ivan Sivec    |
| 3. | Pogrešam te           | T. Papić / Ivan Sivec                   |
| 4. | Naj nihče me ne zbudi | Matjaž Vlašič / Branko Jovanovič Vunjak |
| 5. | Bodi srečen, bambino  | Edvin Fliser / Branko Jovanovič Vunjak  |

Avtor vseh aranžmajev je Lojze Krajnčan.

### VIII. oddaja (1. 1.)
Zadnja, 8. oddaja je bila posvečena Alfiju Nipiču.
| #  | Pesem                     | Avtorji                                               |
| -- | ------------------------- | ----------------------------------------------------- |
| 1. | Poljane, dom prelepih dni | Milan Ferlež / Alfi Nipič / Ferlež                    |
| 2. | Štajerc                   | Berti Rodošek                                         |
| 3. | Se Pohorje vidi           | Alfi Nipič / Nipič / Edvard Holnthaner                |
| 4. | Skrivnostno dekle         | Ivo Mojzer / Alfi Nipič / Jože Privšek                |
| 5. | Če prideš nazaj           | Vilko in Slavko Avsenik / Alfi Nipič / Lojze Krajnčan |
| 6. | Silvestrski poljub        | Jože Privšek / Dušan Velkaverh / Privšek              |